# International Motor Sports Association
La International Motor Sports Association (generalmente abbreviata come IMSA) è una federazione statunitense che disciplina e organizza competizioni e campionati nell'ambito dell'automobilismo, ha sede a Daytona Beach in Florida (Stati Uniti). È stata fondata da John Bishop, un ex impiegato del SCCA (Sports Car Club of America), da sua moglie Peggy nel 1969 con l'aiuto di Bill France responsabile NASCAR. Il magnate statunitense Don Panoz aveva acquisito la totale proprietà di questa federazione nel 2001 ponendola all'interno del Panoz Motor Sports Group, insieme a tutta una serie di altre società operanti nell'ambito del motorismo sportivo. Alla fine del 2012 il Panoz Motor Sports Group (e quindi anche la IMSA) si è fuso con la Grand American Road Racing Association, una organizzazione che è posta sotto il controllo della NASCAR allo scopo di dar vita a un campionato nordamericano unificato per le vetture sport, denominato United Sportscar Racing.

## Storia

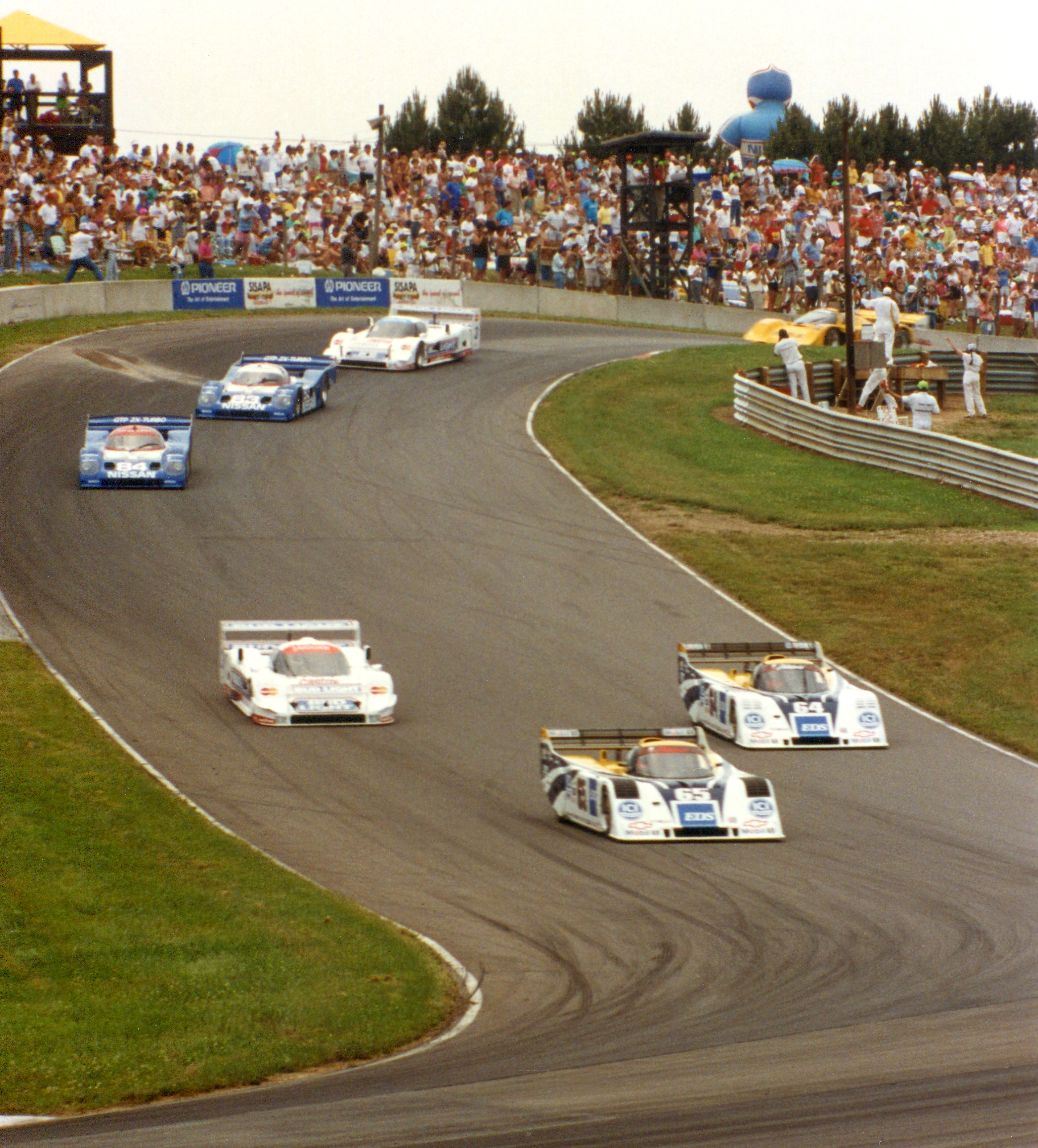
Una gara della categoria IMSA GTP (Grand Touring Prototype) a Mid-Ohio nel 1991

In passato la più importante serie organizzata dall'IMSA è stato il proprio Campionato GT, lanciato ufficialmente nel 1971 e terminato nel 1998, inizialmente era disciplinato da norme FIA ed era riservato a vetture GT (Gruppo 3 e 4) e Turismo (Gruppo 1 e 2), nel 1977 furono introdotte anche le vetture Gruppo 5 sovralimentate denominate GTX.
Nel 1980 l'IMSA introdusse nel regolamento la categoria Gran Turismo Prototipo (GTP), concepita di concerto con gli organizzatori della 24 Ore di Le Mans e riservata alle vetture sport prototipo, con regolamento separato da quello Gran Turismo (GT). Dalla stagione successiva essa diventa la nuova classe di vertice del campionato, con vetture simili a quelle che sarebbero rientrate l'anno seguente nel Gruppo C della FIA, ma senza limitazioni sul consumo di carburante, in quanto Bishop non era d'accordo con il regolamento di quest'ultima, che limitava le prestazioni mediante il controllo dei consumi.
Nel 1987, dopo che John Bishop fu sottoposto a un intervento di by-pass cardiaco e acconsentì che le regole vennissero modificate per favorire l'ingresso di nuovi Costruttori, a discapito delle squadre private per le quali il campionato era stato originariamente concepito dal suo ideatore, nonostante le sue perplessità sul fatto che tale scelta fosse nociva al campionato in un'ottica a lungo termine.
Nel gennaio 1989 ai coniugi Bishop subentrarono Mike Cone e Jeff Parker, organizzatori della gara IMSA di St. Petersburg, e da lì a poco lo stesso John Bishop cedette anche la presidenza dell'IMSA a Mark Raffauf, suo vice e delegato presso l'ACCUS (Automobile Competition Committee for the United States), un ente sportivo riconosciuto dalla FIA. Cone e Parker a loro volta cedettero l'organizzazione a Charles Slater nei primi anni novanta
Ciò condurrà ad un inevitabile declino quando all'inizio degli anni novanta le case automobilistiche giapponesi protagoniste del Campionato, si ritirarono perché afflitte dalla recessione economica del proprio paese, la classe GTP venne soppressa al termine della stagione agonistica 1993.
Nel 1994, l'IMSA introdusse un nuovo tipo di vetture per la classe di vertice, le WSC (World Sport Car), barchette con motori derivati da unità di serie, la classe rimase attiva fino al 1998 e sostituita poi nel 1999 dal nuovo campionato American Le Mans Series organizzato sempre dell'IMSA.
L'indebitata IMSA era stata intanto ceduta nel 1996 da Slater a altri acquirenti, tra cui Andy Evans, pilota e team manager del Team Scandia World Sports Car e impegnato anche nell'IndyCar, con molti membri del consiglio d'amministrazione che lasciarono l'organizzazione. Lo stesso Evans fu tra i fautori del cambio di denominazione in Professional Sports Car Racing (PSCR)

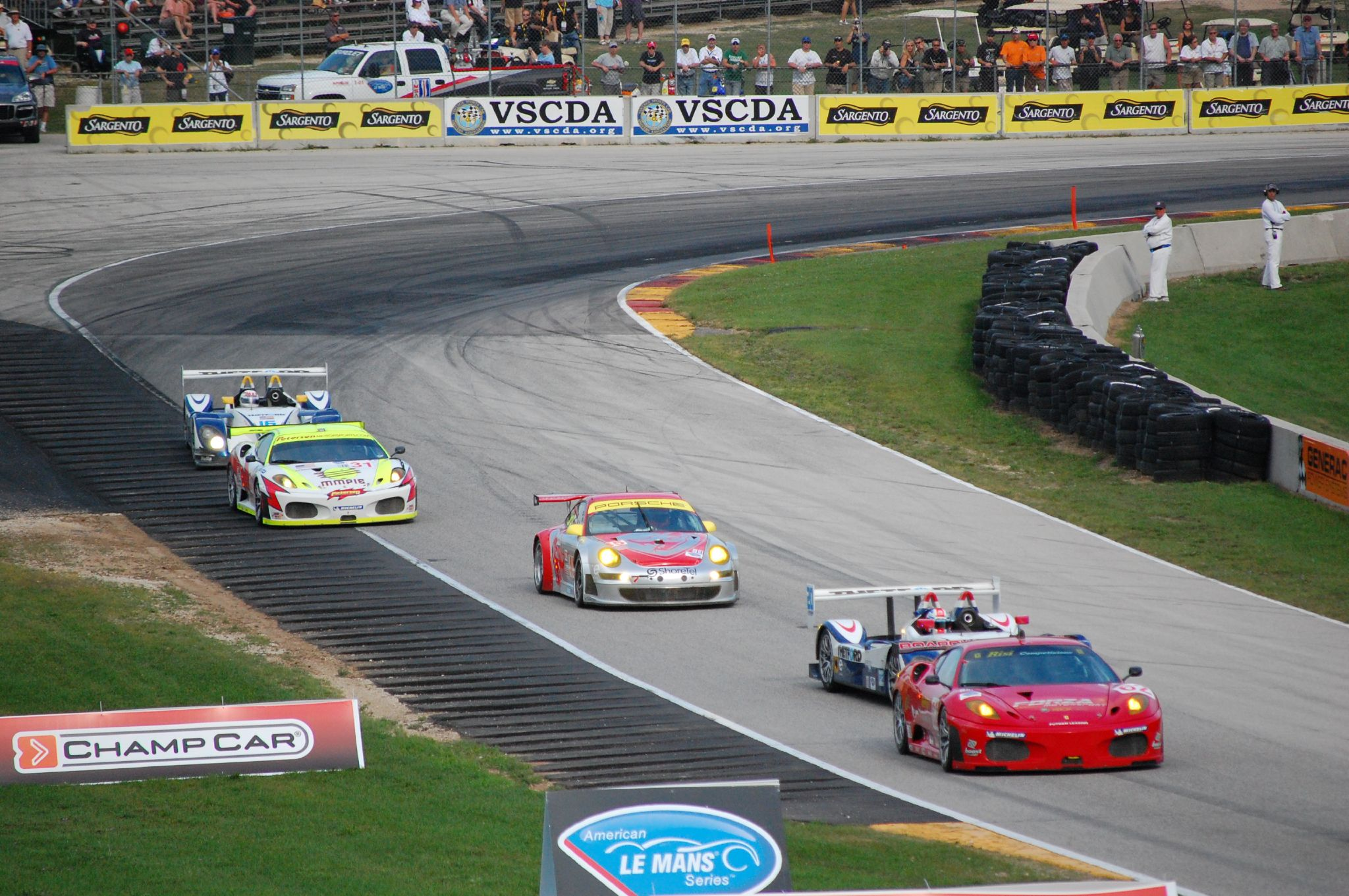
Una gara della American Le Mans Series a Road America nel 2007

Nel 1998 la PSCR dovette fronteggiare la concorrenza dell'USRRC e dello Sports Car Club of America, che idearono un nuovo campionato alternativo promosso da persone in precedenza legate alla stessa IMSA, come John Bishop, Bill France Jr., Rob Dyson, Roger Penske, Skip Barber e Ralph Sanchez, che però non riuscirono nel loro intento, tanto che Don Panoz e Skip Barber strinsero poi un accordo con la PSCR. Un anno dopo ci fu un secondo e più realistico tentativo da parte della famiglia France (proprietari della NASCAR) e da altri soci, che idearono la Grand-Am, la quale, nonostante i difficili esordi, col tempo è cresciuta di importanza facendo leva su un regolamento tecnico basato su vetture più semplici ed economiche da gestire per i team privati, che hanno riempito le griglie di partenza.
Tale scisma, però, ha fatto sì che l'attenzione globale di pubblico, media e finanziatori sulle corse delle vetture sport sia andata scemando, quindi i proprietari delle scuderie e la dirigenza della PSCR forzarono la mano a Evans, che nel 2001 cedette l'organizzazione a Don Panoz che rafforzò il suo campionato American Le Mans Series sostenuto dalla PSCR a partire dal 1999. Don Panoz decise di ritornare al vecchio nome di IMSA.
Nel 2012 Don Panoz ha venduto l'ALMS ai rivali della Grand-Am Road Racing e si è prodigato per la fusione tra la stessa ALMS e la Rolex Sports Car Series
Dopo aver gestito dal 1999 al 2013 l'ALMS, una serie che utilizzava le regole emanate dall'Automobile Club de l'Ouest e valide per la 24 Ore di Le Mans, a cui tuttavia l'IMSA si riservava il diritto di modificare alcuni parametri apportando dei correttivi al fine di garantire corse più equilibrate, in seguito alla fusione con la "Rolex Sports Car Series" avvenuta alla fine del 2012, la IMSA si occupa dell'organizzazione del campionato unificato United Sportscar Racing, di cui la prima stagione agonistica si è svolta nel 2014. Nel 2016 il nome del campionato è cambiato in IMSA SportsCar Championship

## Campionati attuali

### Campionato IMSA WeatherTech SportsCar
Dal 2014 il Campionato IMSA WeatherTech SportsCar è il principale campionato per Prototipi e GT, nato dalla fusione tra il Grand American Road Racing Championship e l'American Le Mans Series.

### IMSA Michelin Pilot Challenge
Il Michelin Pilot Challenge è una competizione riservata a vetture Gran Turismo e vetture Turismo. Dal 2014 è la categoria di supporto al WeatherTech SportsCar Championship. Dal 2019 Michelin è fornitore di penumatici e title sponsor, succedendo a Continental.

### IMSA Prototype Challenge
Competizione monomarca riservata a prototipi di classe LMP3 con equipaggi di due piloti per auto.

### Porsche GT3 Cup Challenge USA e Canada
Monomarca dedicato a piloti semi-pro che utilizzano la Porsche 911 GT3 Cup.

### Lamborghini Super Trofeo North America
Monomarca che prevede l'utilizzo della Lamborghini Huracán Super Trofeo.

### Ferrari Challenge North America
Monomarca in cui i clienti Ferrari si sfidano a bordo della Ferrari 488 Challenge.